# Drømmen om Lykken
Drømmen om Lykken (originaltitel Daddy's Gone A-Hunting) er en amerikansk stumfilm fra 1925 instrueret af Frank Borzage.

## Medvirkende
- Alice Joyce som Edith
- Percy Marmont som Julian
- Virginia Marshall som Janet
- Helena D'Algy som Olga
- Ford Sterling som Oscar
- Holmes Herbert som Greenough
- Edythe Chapman som Mrs. Greenough